# Trouble sensoriel
Les défenses sensorielles sont des pathologies se définissant comme étant une tendance chez un individu à manifester des réponses exagérées ou excessives face à des stimuli sensoriels, n’étant pas perçu comme douloureux, menaçants ou inconfortables par d’autres individus présentant un développement normal. On utilise parfois le terme d'hyperréactivité.
Il a trouvé racine dans l’approche d’intégration sensorielle,  pédiatrique. Les réponses face aux stimulations peuvent s’avérer plus intenses, plus rapides et/ou durant une plus longue période de temps que la normale. Ces réponses peuvent se manifester autant au niveau d’un seul système sensoriel que d’une combinaison d’un ou de plusieurs systèmes sensoriels,. Elles peuvent se manifester au niveau tactile, vestibulaire, auditif, visuel, gustatif ainsi qu'olfactif,,. D’ailleurs, les troubles tactiles constituent le trouble d’intégration sensorielle le plus communément observé au sein de la modulation sensorielle.
Ces pathologies peuvent grandement nuire à l’accomplissement des activités quotidiennes. En fait, les routines quotidiennes peuvent faire vivre de très mauvaises expériences aux enfants présentant des troubles sensoriels ainsi qu’à leurs parents. Les capacités nécessaires à l’accomplissement adéquat des activités de jeu avec les autres enfants, de l’exploration de l’environnement et du fonctionnement dans la communauté sont souvent significativement affectées. Une transition dans un nouvel environnement peut être particulièrement stressante pour l’enfant et peut entraîner de fortes réactions comportementales,. Il est généralement possible d’observer trois types de réaction face aux stimulations perçues comme étant désagréables par un enfant ayant des défenses sensorielles : figer, affronter ou éviter. Ces réactions peuvent entraîner de l’anxiété, de l’hyperactivité et une tendance à l’inattention.